# Balduíno I da Flandres
Balduíno I (c.830 - Arras, 879), cognominado Braço de Ferro, foi o primeiro conde de Flandres (Laon? - † Saint-Omer (Pas-de-Calais) na abadia Saint-Bertin, 879), era marquês ou conde na Flandres de 863 a 879. Segundo a tradição, Balduíno seria o filho do silvicultor chamado Odacre (Odoacre, Audacer, Odoscer), ele mesmo diz-se tradicionalmente filho de Ingelram (Enguerrand). Ele sucedeu a seu pai como guarda florestal à sua morte (837), e distinguiu-se como um guerreiro formidável, que lhe valeu seu apelido.

## Biografia
As suas ações são pouco conhecidas. Ele participou da batalha de Fontenoy-en-Puisaye em 841, no campo do Imperador Lotário, que é derrotado por seus irmãos Luís, o Germânico, e Carlos, o Calvo. Conde no Pagus Flandrensis, ele lutou ativamente contra os normandos, que desde 810 devastam as regiões pelas quais ele é responsável. É dito ser de alta estatura, de pele morena, de membru e corpo nervoso, ágil e bom a cavalo. Uma tradição fez dele, jovem, o vencedor de uma luta contra um urso da qual ele saiu vitorioso; esse feito teria sido observado pelo rei Carlos, o Calvo.

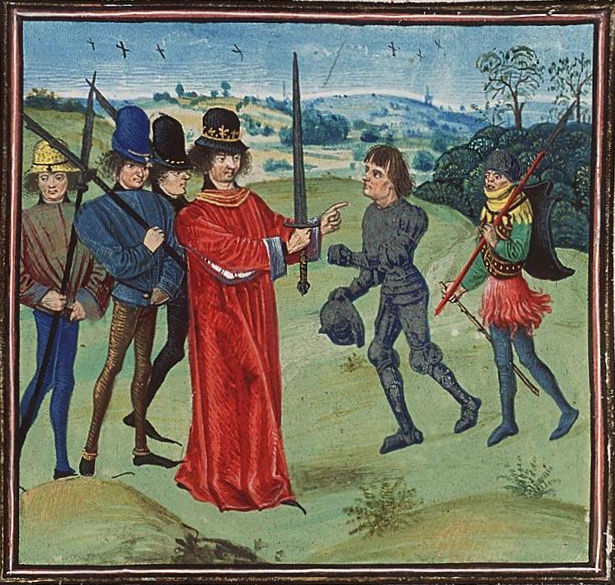
A investidura de Balduíno I por Carlos, o Calvo

Durante uma estada na corte real em Senlis por volta de 862, Balduino, nobre Franco, sequestra a princesa Judite (v. 843- † 870), filha do rei Carlos, o Calvo, e de Ermentruda de Orléans. Judite ainda não tinha vinte anos, mas ela já era viúva de dois reis de Wessex, Etelvulfo († 858) e o filho deste Etelbaldo († 860). Para cometer o rapto, Balduíno conseguiu a ajuda do irmão de Judite, o príncipe Luis, o futuro Luis, o Gago. Amor ou cálculo político? Ainda assim, Judite parece tê-lo seguido voluntariamente, disfarçada. Balduíno casa-se em segredo com ela em Harelbeke, então o casal, assustado com as consequências de suas acções, refugia-se com Luís II, o Jovem, enquanto que o Gago vai para a Bretanha (?). A excomunhão é pronunciada por uma assembleia de bispos reunidos em Soissons. Balduíno e Judite então vencem Roma e defendem a sua causa com o papa Nicolau I. O pontífice intercede por muito tempo com o rei da Frância Ocidental, que finalmente se deixa convencer e confirma Balduíno na defesa setentrional do reino. O casamento é solenemente ratificado em Auxerre, segundo as fontes em 862 ou 863, na ausência no entanto do rei. Carlos, o Calvo também atribui ao silvicultor a marca de Flandres em benefício total. Este episódio está na origem de uma lenda de Artois, apoiada pelas crónicas da abadia de Mont Saint-Eloi, que atribui a Balduino a presença de dois megalitos chamados as Pedras Gêmeas na aldeia de Écoivres perto de Arras.
Balduíno Braço de Ferro é realmente o último conde oficial da Bélgica Segunda. Por volta de 877 (morte de Carlos, o Calvo), o cargo se torna hereditário, na casa de Balduino. A Flandres entra na era feudal.
Antes da sua morte, Balduino I fortificou Arras, Gante e Bruges, a sua capital, onde fundou, segundo a lenda, a Igreja de São Donato, no local de uma antiga capela dedicada à Virgem. O corpo do santo homónimo, o oitavo bispo de Reims, é transferido para lá. Em 870, o marquês também construiu um convento beneditino em Furnes, que recebe as relíquias de Santa Valburga.
Balduino I morreu em 879 em Sithiu (futuro Saint-Omer), enquanto tomava o hábito monástico na Abadia de Saint-Bertin. Ele está enterrado nesta abadia, o seu coração e intestinos foram levados para a Igreja de São Pedro em Gante.

## Descendência
Três filhos e uma filha nasceram do casamento com a Carolíngia Judite:
- Carlos, morto aos 12 anos;
- Balduíno II, dito o Calvo, segundo conde da Flandres (?- †918);
- Raul (? - 17 de junho de 896), conde de Cambrai, morto por Herberto I de Vermendois.[12]
- Gunedilda da Flandres, que desposou Guifredo, o Peludo.